# Jeux olympiques d'été de 2020
Pour les articles homonymes, voir Jeux olympiques de Tokyo.
« Tokyo 2020 » redirige ici. Pour les Jeux paralympiques, voir Jeux paralympiques d'été de 2020.
Les Jeux olympiques d'été de 2020, officiellement appelés Jeux de la XXXIIe olympiade de l'ère moderne, se déroulent au Japon du 23 juillet au 8 août 2021 (suivis par les Jeux paralympiques du 24 août au 5 septembre 2021) car les dates initialement prévues du 24 juillet au 9 août 2020 sont décalées en raison de la pandémie de Covid-19. Il s'agit des deuxièmes Jeux olympiques d'été organisés à Tokyo, après ceux de 1964.
L'élection de la ville hôte a lieu le 7 septembre 2013 à Buenos Aires lors de la 125e session du Comité international olympique avec trois villes en lice pour accueillir les Jeux : Istanbul, Tokyo et Madrid. Il s'agissait alors du plus faible nombre de villes candidates retenues depuis les Jeux olympiques d'été de 1988.
En mars 2020, en raison de la pandémie de Covid-19, le Premier ministre du Japon Shinzō Abe demande le report des Jeux d'un an, soit en 2021, aussitôt accepté par le CIO. Le nom des Jeux reste inchangé : « Jeux olympiques  de Tokyo 2020 ». Alors que les Jeux de 1916, 1940 et 1944 sont annulés durant les deux guerres mondiales, il s'agit de la première fois qu'ils sont reportés.
Un an plus tard, le 20 mars 2021, la sécurité sanitaire n'étant toujours pas garantie, une mesure, également inédite dans l'histoire des JO, est prise : la tenue des Jeux sans spectateurs venant de l'étranger. Le relais de la flamme olympique est finalement interdit au public, début juillet 2021, sur les dernières étapes dans plusieurs départements et à Tokyo même, à cause d'une reprise de la pandémie via son variant « delta » (30 % des personnes atteintes). La flamme arrive à Tokyo le 8 juillet dans un stade vide.
Pour la même raison, il est décidé par toutes les parties prenantes (dont le CIO), le 8 juillet 2021, que les Jeux olympiques se dérouleront à huis clos (aucun spectateur, venu de l'étranger ou non) sur les sites de Tokyo. Une minorité d'épreuves se déroulent dans d'autres départements, lesquels prennent aussi des mesures à leur discrétion, comme Izu (cyclisme), rare site à accepter des spectateurs. Il s'agit, là encore, de deux décisions inédites dans l'histoire des JO.
Les épreuves se déroulent dans plusieurs villes japonaises, principalement à Tokyo, dans la « zone Héritage » — dont plusieurs sites déjà utilisés pour les Jeux de 1964 — et la « zone de la baie de Tokyo », qui symbolise l'avenir de la ville.

## Sélection de la ville hôte

### Villes candidates
La liste des six villes requérantes a été annoncée par le CIO le 2 septembre 2011. Bien que retenue, la ville de Rome a retiré sa candidature in extremis, le gouvernement italien décidant de refuser son soutien à la veille du dépôt définitif des dossiers le 14 février 2012. Les villes requérantes étaient donc finalement cinq.
Le 23 mai 2012, la commission exécutive du CIO ne conserve que trois villes candidates qui sont, dans l'ordre officiel défini par le CIO :
- Istanbul (Turquie), depuis le 24 juillet 2011 (cinquième candidature de la ville après avoir postulé sans succès à l'organisation des Jeux olympiques 2000, 2004, 2008 et 2012)[5] ;
- Tokyo (Japon), depuis le 15 juillet 2011 (après l'échec de sa candidature à l'organisation des Jeux olympiques 2016, déjà ville hôte des Jeux olympiques en 1964)[5] ;
- Madrid (Espagne), proposée le 1er juin 2011 et confirmée en juillet (quatrième candidature de la ville après avoir postulé sans succès à l'organisation des Jeux olympiques 1972, 2012 et 2016)[5].

### Villes requérantes
- Bakou (Azerbaïdjan). Candidature officialisée le 31 août 2011[6].
- Doha (Qatar). Candidature officialisée le 26 août 2011[7].

### Candidature abandonnée
- Rome (Italie), est proposée par le CONI le 19 mai 2010, mais la ville est poussée à renoncer à sa candidature le 14 février 2012 à la suite du refus du gouvernement de Mario Monti de garantir les éventuels surcoûts[8].

### Vote

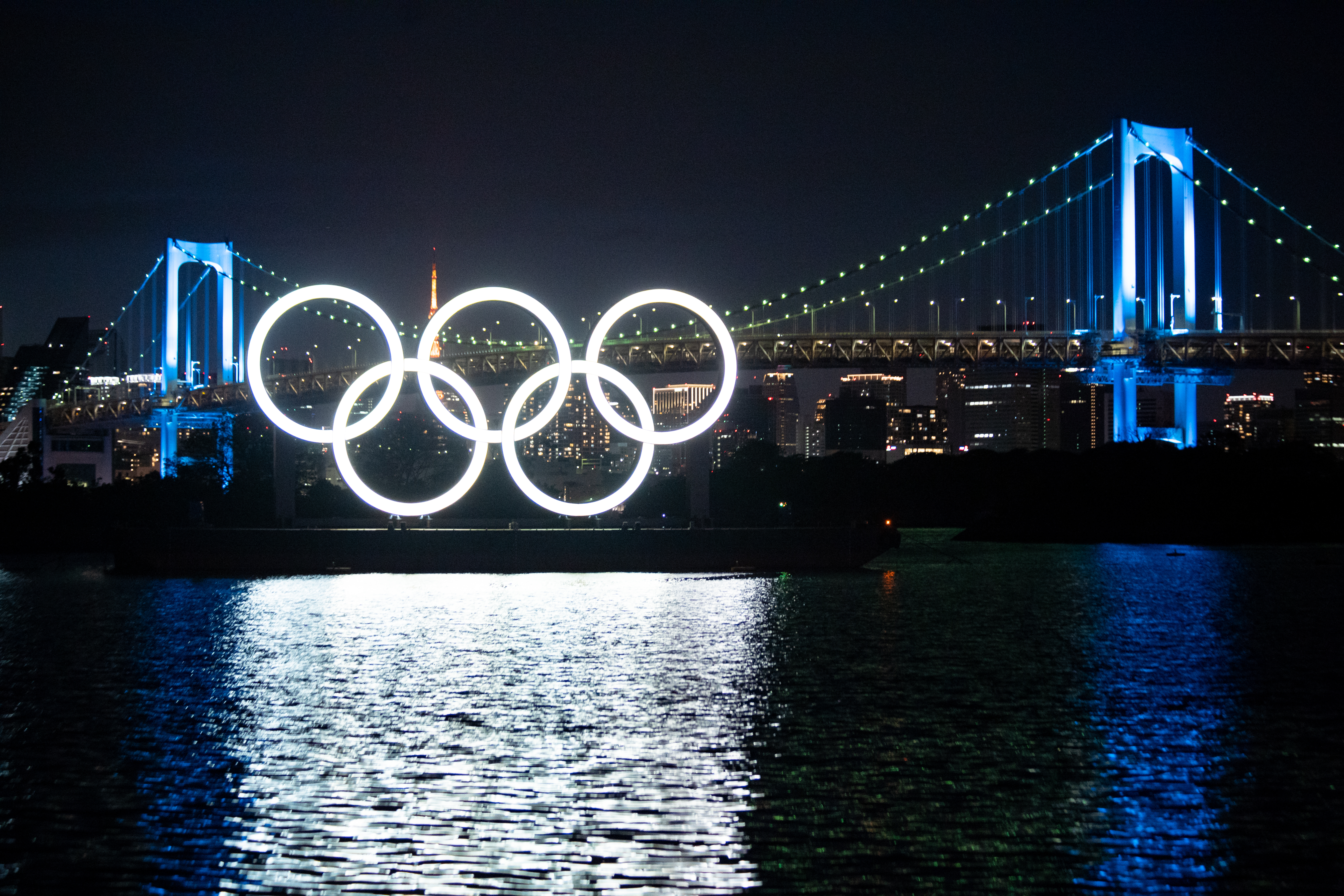
Les anneaux olympiques exposés sur la baie de Tokyo

Le vote a lieu le 7 septembre 2013 à Buenos Aires, en Argentine. Tokyo est désignée au 2e tour face à Istanbul. La ville de Madrid avait été éliminée lors du 1er tour.
| Ville candidate | Pays    | 1er tour | 1er tour bis | 2e tour |
| --------------- | ------- | -------- | ------------ | ------- |
| Tokyo           | Japon   | 42       |              | 60      |
| Istanbul        | Turquie | 26       | 49           | 36      |
| Madrid          | Espagne | 26       | 45           | -       |

Le quotidien Le Monde révèle le 20 octobre 2017 des informations qui semblent confirmer une corruption lors de l'attribution des Jeux olympiques de 2020 à Tokyo. Tsunekazu Takeda, président du Comité olympique japonais, est suspecté, puis blanchi au Japon en 2016 pour des soupçons de corruption active, mais est mis en examen par la justice française pour les mêmes faits le 10 décembre 2018.

## Impact de la pandémie de Covid-19

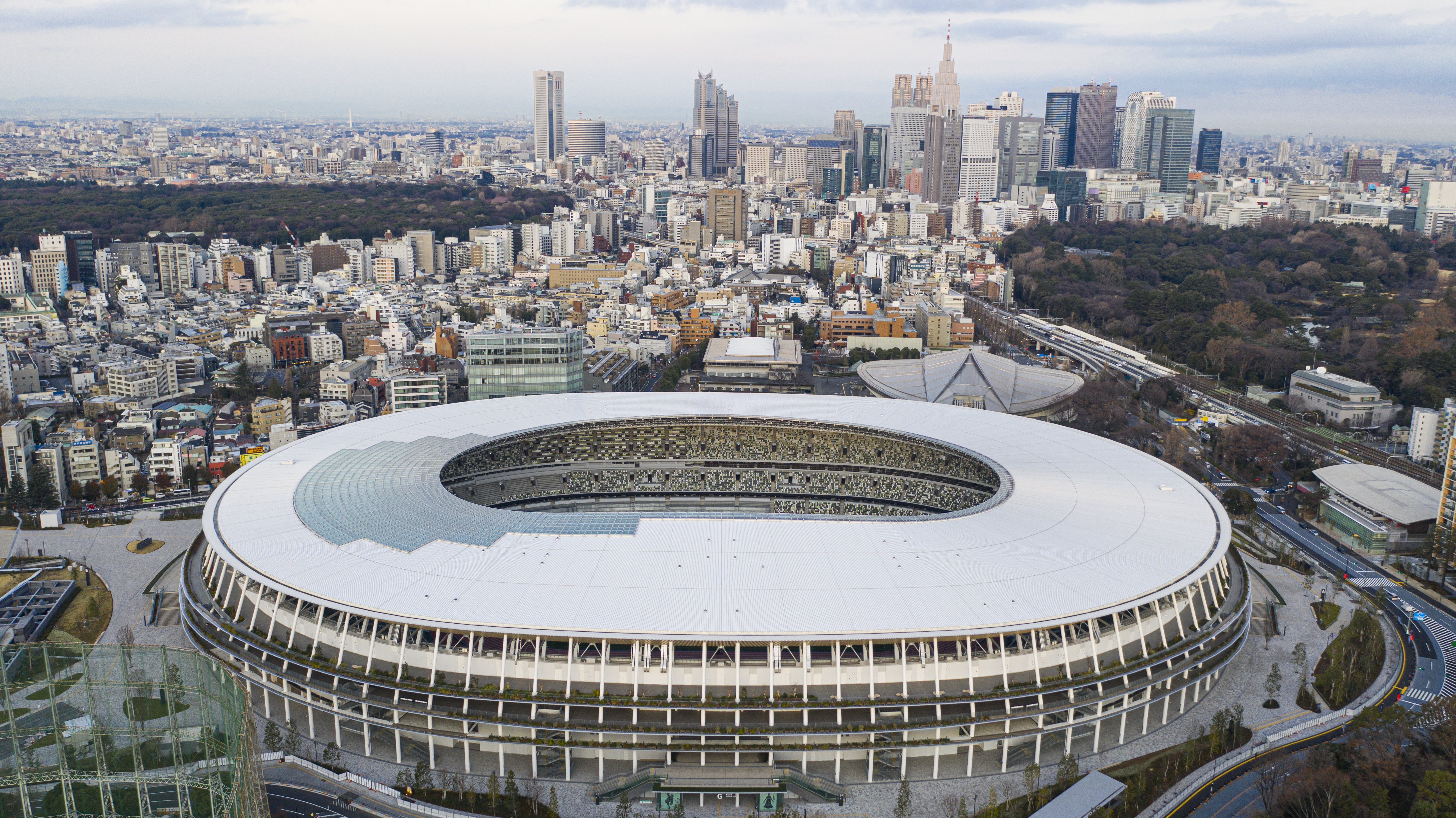
Photo du stade national du Japon a Tokyo

### Report des Jeux à 2021
Le 5 février 2020, le comité d'organisation s'inquiète de la maladie à coronavirus 2019 dont l'épidémie prend de l'ampleur. Toshiro Muto déclare notamment : « Nous sommes extrêmement inquiets, dans le sens où l’avancée de l’épidémie pourrait tempérer l’intérêt et l’enthousiasme pour les Jeux. ». Courant mars 2020, l'hypothèse d'une annulation des Jeux inquiète les athlètes, puis des fédérations nationales et internationales et des comités nationaux olympiques annoncent tour à tour leur intention de ne pas envoyer des athlètes à Tokyo aux dates prévues.
Le 22 mars 2020, face à ce qui est devenu une pandémie, le président du CIO, Thomas Bach, indique que « l’annulation [des J.O. de Tokyo] n'est pas à l'ordre du jour » mais reconnaît qu'il est envisagé « un scénario de report ». La décision devant être prise d'ici fin avril 2020. Trois scénarios seraient étudiés s'il y avait un report : automne 2020, été 2021 ou été 2022. Le même jour, les comités olympique et paralympique canadiens décident qu'aucun athlète canadien ne sera envoyé aux JO de Tokyo si ces derniers ne sont pas reportés à une date ultérieure. Le comité olympique australien annonce lui aussi de ne pas envoyer d'athlètes australiens aux JO.
Le 24 mars, par la voix de son Premier ministre d’alors, Shinzō Abe, le Japon annonce avoir demandé au CIO le report des Jeux de Tokyo à 2021,. « Le président Thomas Bach a accepté à 100 % » dit-il. Le même jour, le CIO annonce officiellement le report. Les deux parties doivent décider d'une nouvelle date pour la tenue des Jeux en 2021. Plus précisément : « Les Jeux de la XXXIIe Olympiade à Tokyo devaient être reprogrammés après 2020 mais au plus tard à l'été 2021. » Le CIO précise que le nom des Jeux restera inchangé : « Jeux olympiques et paralympiques de Tokyo 2020. » Ils auront lieu du vendredi 23 juillet 2021 au dimanche 8 août 2021, tout au moins si la pandémie de Covid-19 est contenue d'ici là.
Hormis les Jeux de 1916, 1940 et 1944, annulés durant les deux guerres mondiales, c'est la première fois en 124 ans d'histoire des Jeux olympiques modernes que des Jeux sont reportés et que les Jeux d'été perdent leur rythme quadriennal. C'est aussi la première fois qu'ils se déroulent en année impaire.
Le 28 avril 2020, le président du Comité international olympique (CIO), Thomas Bach, confirme que les Jeux olympiques 2020 seront annulés s'ils ne peuvent se tenir aux dates prévues en 2021.
Cependant, le vice-président du Comité international olympique, John Coates, également responsable de la coordination des JO de Tokyo, assure, à l’AFP, le 7 septembre 2020, que les Jeux auront bien lieu « avec ou sans » coronavirus et confirme leur début au 23 juillet 2021.
Le 27 novembre 2020, au cours d'une session extraordinaire, la Diète du Japon a promulgué une loi rendant officiel le décalage exceptionnel de trois jours fériés, en 2021. Le jour de la mer est déplacé du troisième lundi de juillet au jeudi 22 juillet 2021, veille de la cérémonie d'ouverture des Jeux. Le jour du sport est avancé de trois mois, du deuxième lundi d’octobre au vendredi 23 juillet 2021, jour de la cérémonie d’ouverture. Le jour de la montagne, initialement avancé de deux jours, au 9 août 2021, est décalé au dimanche 8, jour de la cérémonie de clôture, — de nombreux députés du PLD ont refusé que le jour de la montagne coïncide avec le jour anniversaire du bombardement atomique de Nagasaki (9 août 1945),. Selon la législation japonaise, le 8 août tombant un dimanche, le lundi suivant devient un jour férié de substitution. Le texte législatif, adopté par le parlement japonais, vise à prévenir les embouteillages et susciter l'engouement pour l'événement sportif planétaire,. En juin 2018, une mesure similaire avait été votée, en vue des JO programmés pour l'été 2020.
Début mars 2021, tandis que la pandémie de Covid-19 perdure dans l'archipel nippon et dans de nombreux autres pays, le quotidien Yomiuri shinbun publie un sondage montrant que plus de 80 % des personnes interrogées sont défavorables à la venue d'étrangers durant les Jeux. La situation sanitaire incertaine inquiète une population japonaise qui approuve majoritairement un report ou l'annulation de l'événement sportif planétaire. Le 20 mars, le comité d'organisation, la gouverneure de Tokyo, le gouvernement du Japon, le Comité international olympique et le Comité international paralympique annoncent conjointement que les Jeux se dérouleront sans public venant de l’étranger. La décision inédite dans l'histoire des JO implique le remboursement de quelque 630 000 billets vendus hors du Japon,,,. Plusieurs membres de la chambre des conseillers du Japon, dont Sakura Uchikoshi, s'opposent au maintien des jeux, en s'appuyant sur des sondages d'opinions publics.
Quatre jours plus tard, le relais de la flamme olympique, impliquant dix mille coureurs, s'élance du J-Village, situé à Hirono et Naraha (préfecture de Fukushima), pour une traversée de quatre mois des quarante-sept préfectures du Japon, jusqu'au stade olympique national de Tokyo, lieu de la cérémonie d'ouverture des Jeux,. Malgré les désistements de dizaines de célébrités au relais de la flamme olympique, la crainte d'une propagation facilitée du coronavirus et une réprobation majoritaire dans l'opinion publique, les parties prenantes dans l'organisation de ces Jeux ont insisté pour maintenir l'un des événements phares des « Jeux de la reconstruction » qu'elles veulent présenter au monde, dix ans après la catastrophe de Fukushima et en pleine lutte mondiale contre la pandémie de Covid-19,,,. La justification morale qu'ils mettent en avant est cependant aussi motivée par un budget qui a gonflé de trois milliards en un an, jusqu'à atteindre 15,4 milliards de dollars ; les intérêts commerciaux du CIO, la tendance de l'administration nippone à la rigidité bureaucratique et la fierté de la nation japonaise à faire au moins aussi bien que leurs voisins chinois, organisateur des prochains Jeux olympiques d'hiver de 2022, et coréens, qui ont accueilli la compétition internationale de sports d'hiver trois ans plus tôt. Finalement, le bilan dépasse 1 423,8 milliards de yens (plus 10 milliards d’euros) en doublant ce chiffre.
Ce relais de la flamme olympique était censé susciter de l'enthousiasme, mais il est finalement interdit au public, début juillet 2021, sur les dernières étapes dans plusieurs départements et à Tokyo même, à cause d’une reprise de la pandémie via son variant « delta » (30 % des personnes atteintes) mais aussi en raison des manifestations de plus en plus virulentes sur le parcours en opposition aux Jeux. À la place, de petites cérémonies sont organisées symboliquement sans public et la flamme arrive à Tokyo le 9 juillet dans un stade vide.
Pour la même raison, il est décidé par toutes les parties prenantes (dont le CIO), le 8 juillet, que les Jeux olympiques se dérouleront à huis clos (aucun spectateur venu de l’étranger ou non) sur les sites de Tokyo.
La plupart des sites des JO sont situés dans la capitale japonaise, mais certaines épreuves se déroulent dans d’autres départements, lesquels prennent aussi des mesures à leur discrétion. Exceptionnellement, certains de ces sites, comme Izu (cyclisme), ont finalement accepté des spectateurs vivant au Japon,,. Une fois de plus, il s’agit de deux décisions inédites dans l’histoire des JO,,.

### Opinion publique et impact de la COVID-19 pendant et après les Jeux
Avant les Jeux olympiques de Tokyo, de nombreux Japonais étaient réticents à l'idée d'organiser l'événement, mais leur attitude s'est améliorée progressivement vers la fin des Jeux. Selon un sondage d'opinion publique réalisé par Nippon News et le journal Yomiuri Shimbun, 38% des répondants estimaient qu'il était possible d'organiser les Jeux en toute sécurité malgré la COVID-19, tandis que 55% pensaient que ce n'était pas possible. Toutefois, 64% ont déclaré qu'il était positif que les Jeux de Tokyo aient eu lieu, tandis que 28% auraient préféré que l'événement soit annulé. Parmi les personnes interrogées, 61% étaient satisfaites du déroulement de l'événement sans spectateurs, et seulement 12% estimaient que la présence de spectateurs aurait dû être autorisée.
Le 29 juillet, le journaliste Masaki Kubota a observé que l'opinion du peuple japonais sur les Jeux olympiques était fortement influencée par le changement de ton des médias locaux. Initialement, de nombreux médias japonais appelaient à l'annulation des Jeux en raison des craintes liées à la COVID-19. Cependant, lorsque les athlètes japonais ont commencé à remporter des médailles, les médias ont adopté une approche plus positive, ce qui a modifié l'opinion publique au Japon.
Après le début des Jeux olympiques de Tokyo, les cas de COVID-19 ont fortement augmenté au Japon, en particulier en raison du variant Delta. Le 26 juillet, 60 157 cas ont été recensés, dépassant le record précédent de 44 961 cas le 10 mai. Le 9 août, un jour après la fin des Jeux olympiques, le nombre quotidien de cas a dépassé les 100 000, atteignant un pic de 156 931 cas le 23 août,.

## Organisation

### Commissions
John Coates est nommé par le président du CIO, Thomas Bach, à la tête de la Commission de coordination des Jeux de Tokyo.

### Logo
Le logo de la candidature japonaise représente des fleurs de cerisier (en japonais, sakura), fleur symbole de Tokyo, disposées en cercle (allusion au drapeau du Japon, aux couleurs du mouvement olympique -sauf le noir- et avec du violet, couleur de la métropole tokyoïte).
Le logo officiel des Jeux réalisé par Kenjiro Sano et présenté en juillet 2015 est retiré en septembre de la même année en raison des controverses qu'il a générées, accusé de plagiat envers le logo du théâtre de Liège.

Logo de candidature pour les Jeux Olympiques de 2020.
Logo retiré des Jeux olympiques d'été de 2020.
Logo définitif des Jeux olympiques d'été de 2020.

Le nouveau logo officiel des Jeux a été dévoilé au public japonais fin avril 2016. Il représente un cercle en damier de couleur indigo suivant le motif ichimatsu moyō. Ce logo a été choisi à l'issue d'un concours national remporté par l'artiste japonais Asao Tokolo. Selon ce dernier, chaque rectangle du logo figure un pays participant aux Jeux.

### Mascottes
Le Comité d’organisation des Jeux olympiques et paralympiques de Tokyo annonce le 7 décembre 2017 la présélection de trois paires de mascottes pour les Jeux olympiques d'été de 2020, parmi les 2 042 propositions reçues. Le choix final est accordé aux élèves des écoles primaires japonaises par l'intermédiaire d'un vote ouvert du 11 décembre 2017 au 22 février 2018. Les écoles internationales du Japon comme les écoles japonaises à l'étranger peuvent également voter. La paire de mascottes gagnantes, dénommées Miraitowa et Someity, a été dévoilée le 28 février 2018. Créée par Ryo Taniguchi, un illustrateur de Fukuoka, elle a obtenu 53 % des suffrages des 205 755 classes ayant participé à la sélection — 70 % des écoles du pays.

### Calendrier
Toutes les dates sont par rapport à l'heure locale (UTC+9).
Le calendrier d'origine était du 22 juillet au 9 août 2020. Pour reporter les Jeux olympiques en 2021, toutes les épreuves sont retardées de 364 jours (un jour de moins qu'une année complète pour conserver les mêmes jours de la semaine), déplaçant le nouveau calendrier du 21 juillet au 8 août 2021.
Selon le précédent historique de la natation aux Jeux olympiques d'été de 2008 à Pékin et du patinage artistique aux Jeux olympiques de 2018 à Pyeongchang, les finales de natation doivent avoir lieu le matin pour permettre des émissions en direct aux heures de grande écoute en Amérique du Nord. NBC a payé des frais substantiels pour les droits aux Jeux olympiques, de sorte que le CIO a autorisé NBC à influencer la programmation des événements afin de maximiser l'audience de télévision américaine lorsque cela était possible. Le 7 mai 2014, NBC a accepté une prolongation de contrat de 7,75 milliards de dollars américains pour diffuser les Jeux olympiques pendant les Jeux de 2032, ce qui en fait l'une des principales sources de revenus du CIO. Les radiodiffuseurs japonais ont critiqué cette décision, car la natation est l'un des événements olympiques les plus populaires du pays,.
Cela a par ailleurs contribué à organiser les Jeux en été, la NBC aillant souhaité privilégier la diffusion des saisons sportives américaines (notamment celles de baseball et de football américain) dont les principaux matchs se déroulent en septembre et octobre. Les Jeux olympiques d'été de 1964 avaient eu lieu en octobre pour éviter les températures estivales et permettre aux athlètes de participer dans de bonnes conditions. C'est notamment dans ce contexte que le marathon, initialement prévu à Tokyo, a eu lieu a Sapporo dont l'été est généralement plus doux.
|  | Cérémonies | C | Jour de compétition | 4 | Nombre de finales |

| Sports                               | Sports               | Sports | Jour de compétition (juillet / août) | Jour de compétition (juillet / août) | Jour de compétition (juillet / août) | Jour de compétition (juillet / août) | Jour de compétition (juillet / août) | Jour de compétition (juillet / août) | Jour de compétition (juillet / août) | Jour de compétition (juillet / août) | Jour de compétition (juillet / août) | Jour de compétition (juillet / août) | Jour de compétition (juillet / août) | Jour de compétition (juillet / août) | Jour de compétition (juillet / août) | Jour de compétition (juillet / août) | Jour de compétition (juillet / août) | Jour de compétition (juillet / août) | Jour de compétition (juillet / août) | Jour de compétition (juillet / août) | Jour de compétition (juillet / août) |
| Sports                               | Sports               | Sports | 21                                   | 22                                   | 23                                   | 24                                   | 25                                   | 26                                   | 27                                   | 28                                   | 29                                   | 30                                   | 31                                   | 1                                    | 2                                    | 3                                    | 4                                    | 5                                    | 6                                    | 7                                    | 8                                    |
| ------------------------------------ | -------------------- | ------ | ------------------------------------ | ------------------------------------ | ------------------------------------ | ------------------------------------ | ------------------------------------ | ------------------------------------ | ------------------------------------ | ------------------------------------ | ------------------------------------ | ------------------------------------ | ------------------------------------ | ------------------------------------ | ------------------------------------ | ------------------------------------ | ------------------------------------ | ------------------------------------ | ------------------------------------ | ------------------------------------ | ------------------------------------ |
| Cérémonies                           | Cérémonies           |        |                                      |                                      | O                                    |                                      |                                      |                                      |                                      |                                      |                                      |                                      |                                      |                                      |                                      |                                      |                                      |                                      |                                      |                                      | C                                    |
| Athlétisme                           | Athlétisme           |        |                                      |                                      |                                      |                                      |                                      |                                      |                                      |                                      |                                      | 1                                    | 3                                    | 4                                    | 5                                    | 6                                    | 5                                    | 8                                    | 8                                    | 7                                    | 1                                    |
| Aviron                               | Aviron               |        |                                      |                                      | C                                    | C                                    | C                                    | C                                    | 2                                    | 4                                    | 4                                    | 4                                    |                                      |                                      |                                      |                                      |                                      |                                      |                                      |                                      |                                      |
| Badminton                            | Badminton            |        |                                      |                                      |                                      | C                                    | C                                    | C                                    | C                                    | C                                    | C                                    | 1                                    | 1                                    | 1                                    | 2                                    |                                      |                                      |                                      |                                      |                                      |                                      |
| Baseball                             | Baseball             |        |                                      |                                      |                                      |                                      |                                      |                                      |                                      | C                                    | C                                    | C                                    | C                                    | C                                    | C                                    | C                                    | C                                    | C                                    |                                      | 1                                    |                                      |
| Basket-ball                          | Basket-ball à 5      |        |                                      |                                      |                                      |                                      | C                                    | C                                    | C                                    | C                                    | C                                    | C                                    | C                                    | C                                    | C                                    | C                                    | C                                    | C                                    | C                                    | 1                                    | 1                                    |
| Basket-ball                          | Basket-ball à 3      |        |                                      |                                      |                                      | C                                    | C                                    | C                                    | C                                    | 2                                    |                                      |                                      |                                      |                                      |                                      |                                      |                                      |                                      |                                      |                                      |                                      |
| Boxe                                 | Boxe                 |        |                                      |                                      |                                      | C                                    | C                                    | C                                    | C                                    | C                                    | C                                    | C                                    | C                                    | C                                    |                                      | 2                                    | 1                                    | 1                                    | 1                                    | 4                                    | 4                                    |
| Canoë-kayak                          | En eau calme         |        |                                      |                                      |                                      |                                      |                                      |                                      |                                      |                                      |                                      |                                      |                                      |                                      | C                                    | 4                                    | C                                    | 4                                    | C                                    | 4                                    |                                      |
| Canoë-kayak                          | En eau vive / slalom |        |                                      |                                      |                                      |                                      | C                                    | 1                                    | 1                                    | C                                    | 1                                    | 1                                    |                                      |                                      |                                      |                                      |                                      |                                      |                                      |                                      |                                      |
| Cyclisme                             | BMX                  |        |                                      |                                      |                                      |                                      |                                      |                                      |                                      |                                      | C                                    | 2                                    | C                                    | 2                                    |                                      |                                      |                                      |                                      |                                      |                                      |                                      |
| Cyclisme                             | Sur piste            |        |                                      |                                      |                                      |                                      |                                      |                                      |                                      |                                      |                                      |                                      |                                      |                                      | 1                                    | 2                                    | 1                                    | 2                                    | 2                                    | 1                                    | 3                                    |
| Cyclisme                             | Sur route            |        |                                      |                                      |                                      | 1                                    | 1                                    |                                      |                                      | 2                                    |                                      |                                      |                                      |                                      |                                      |                                      |                                      |                                      |                                      |                                      |                                      |
| Cyclisme                             | VTT                  |        |                                      |                                      |                                      |                                      |                                      | 1                                    | 1                                    |                                      |                                      |                                      |                                      |                                      |                                      |                                      |                                      |                                      |                                      |                                      |                                      |
| Équitation                           | Équitation           |        |                                      |                                      |                                      | C                                    | C                                    |                                      | 1                                    | 1                                    |                                      | C                                    | C                                    | C                                    | 2                                    | C                                    | 1                                    |                                      | C                                    | 1                                    |                                      |
| Escalade                             | Escalade             |        |                                      |                                      |                                      |                                      |                                      |                                      |                                      |                                      |                                      |                                      |                                      |                                      |                                      | C                                    | C                                    | 1                                    | 1                                    |                                      |                                      |
| Escrime                              | Escrime              |        |                                      |                                      |                                      | 2                                    | 2                                    | 2                                    | 1                                    | 1                                    | 1                                    | 1                                    | 1                                    | 1                                    |                                      |                                      |                                      |                                      |                                      |                                      |                                      |
| Football                             | Football             |        | C                                    | C                                    |                                      | C                                    | C                                    |                                      | C                                    | C                                    |                                      | C                                    | C                                    |                                      | C                                    | C                                    |                                      | C                                    | 1                                    | 1                                    |                                      |
| Golf                                 | Golf                 |        |                                      |                                      |                                      |                                      |                                      |                                      |                                      |                                      | C                                    | C                                    | C                                    | 1                                    |                                      |                                      | C                                    | C                                    | C                                    | 1                                    |                                      |
| Gymnastique                          | Artistique           |        |                                      |                                      |                                      | C                                    | C                                    | 1                                    | 1                                    | 1                                    | 1                                    |                                      |                                      | 4                                    | 3                                    | 3                                    | GE                                   |                                      |                                      |                                      |                                      |
| Gymnastique                          | Rythmique            |        |                                      |                                      |                                      |                                      |                                      |                                      |                                      |                                      |                                      |                                      |                                      |                                      |                                      |                                      |                                      |                                      | C                                    | 1                                    | 1                                    |
| Gymnastique                          | Trampoline           |        |                                      |                                      |                                      |                                      |                                      |                                      |                                      |                                      |                                      | 1                                    | 1                                    |                                      |                                      |                                      |                                      |                                      |                                      |                                      |                                      |
| Haltérophilie                        | Haltérophilie        |        |                                      |                                      |                                      | 1                                    | 2                                    | 1                                    | 2                                    | 1                                    |                                      |                                      | 2                                    | 1                                    | 2                                    | 1                                    | 1                                    |                                      |                                      |                                      |                                      |
| Handball                             | Handball             |        |                                      |                                      |                                      | C                                    | C                                    | C                                    | C                                    | C                                    | C                                    | C                                    | C                                    | C                                    | C                                    | C                                    | C                                    | C                                    | C                                    | 1                                    | 1                                    |
| Hockey sur gazon                     | Hockey sur gazon     |        |                                      |                                      |                                      | C                                    | C                                    | C                                    | C                                    | C                                    | C                                    | C                                    | C                                    | C                                    | C                                    | C                                    | C                                    | 1                                    | 1                                    |                                      |                                      |
| Judo                                 | Judo                 |        |                                      |                                      |                                      | 2                                    | 2                                    | 2                                    | 2                                    | 2                                    | 2                                    | 2                                    | 1                                    |                                      |                                      |                                      |                                      |                                      |                                      |                                      |                                      |
| Karaté                               | Karaté               |        |                                      |                                      |                                      |                                      |                                      |                                      |                                      |                                      |                                      |                                      |                                      |                                      |                                      |                                      |                                      | 3                                    | 3                                    | 2                                    |                                      |
| Lutte                                | Lutte                |        |                                      |                                      |                                      |                                      |                                      |                                      |                                      |                                      |                                      |                                      |                                      | C                                    | 3                                    | 3                                    | 3                                    | 3                                    | 3                                    | 3                                    |                                      |
| Natation                             | Natation             |        |                                      |                                      |                                      | C                                    | 4                                    | 4                                    | 4                                    | 5                                    | 5                                    | 4                                    | 4                                    | 5                                    |                                      |                                      | 1                                    | 1                                    |                                      |                                      |                                      |
| Natation                             | Synchronisée         |        |                                      |                                      |                                      |                                      |                                      |                                      |                                      |                                      |                                      |                                      |                                      |                                      | C                                    | C                                    | 1                                    |                                      | C                                    | 1                                    |                                      |
| Natation                             | Plongeon             |        |                                      |                                      |                                      |                                      | 1                                    | 1                                    | 1                                    | 1                                    |                                      | C                                    | C                                    | 1                                    | C                                    | 1                                    | C                                    | 1                                    | C                                    | 1                                    |                                      |
| Natation                             | Water-polo           |        |                                      |                                      |                                      | C                                    | C                                    | C                                    | C                                    | C                                    | C                                    | C                                    | C                                    | C                                    | C                                    | C                                    | C                                    | C                                    | C                                    | 1                                    | 1                                    |
| Pentathlon moderne                   | Pentathlon moderne   |        |                                      |                                      |                                      |                                      |                                      |                                      |                                      |                                      |                                      |                                      |                                      |                                      |                                      |                                      |                                      | C                                    | 1                                    | 1                                    |                                      |
| Rugby à sept                         | Rugby à sept         |        |                                      |                                      |                                      |                                      |                                      | C                                    | C                                    | 1                                    | C                                    | C                                    | 1                                    |                                      |                                      |                                      |                                      |                                      |                                      |                                      |                                      |
| Skateboard                           | Skateboard           |        |                                      |                                      |                                      |                                      | 1                                    | 1                                    |                                      |                                      |                                      |                                      |                                      |                                      |                                      |                                      | 1                                    | 1                                    |                                      |                                      |                                      |
| Softball                             | Softball             |        | C                                    | C                                    |                                      | C                                    | C                                    | C                                    | 1                                    |                                      |                                      |                                      |                                      |                                      |                                      |                                      |                                      |                                      |                                      |                                      |                                      |
| Surf                                 | Surf                 |        |                                      |                                      |                                      |                                      | C                                    | C                                    | 2                                    |                                      |                                      |                                      |                                      |                                      |                                      |                                      |                                      |                                      |                                      |                                      |                                      |
| Taekwondo                            | Taekwondo            |        |                                      |                                      |                                      | 2                                    | 2                                    | 2                                    | 2                                    |                                      |                                      |                                      |                                      |                                      |                                      |                                      |                                      |                                      |                                      |                                      |                                      |
| Tennis                               | Tennis               |        |                                      |                                      |                                      | C                                    | C                                    | C                                    | C                                    | C                                    | C                                    | 1                                    | 1                                    | 3                                    |                                      |                                      |                                      |                                      |                                      |                                      |                                      |
| Tennis de table                      | Tennis de table      |        |                                      |                                      |                                      | C                                    | C                                    | 1                                    | C                                    | C                                    | 1                                    | 1                                    |                                      | C                                    | C                                    | C                                    | C                                    | 1                                    | 1                                    |                                      |                                      |
| Tir                                  | Tir                  |        |                                      |                                      |                                      | 2                                    | 2                                    | 2                                    | C                                    | 2                                    | 1                                    | 2                                    | C                                    | 2                                    |                                      |                                      |                                      |                                      |                                      |                                      |                                      |
| Tir à l’arc                          | Tir à l’arc          |        |                                      |                                      | C                                    | 1                                    | 1                                    | 1                                    | C                                    | C                                    | C                                    | 1                                    | 1                                    |                                      |                                      |                                      |                                      |                                      |                                      |                                      |                                      |
| Triathlon                            | Triathlon            |        |                                      |                                      |                                      |                                      |                                      | 1                                    | 1                                    |                                      |                                      |                                      | 1                                    |                                      |                                      |                                      |                                      |                                      |                                      |                                      |                                      |
| Voile                                | Voile                |        |                                      |                                      |                                      |                                      |                                      | C                                    | C                                    | C                                    | C                                    | C                                    | C                                    | 2                                    | 2                                    | 2                                    | 2                                    | 2                                    |                                      |                                      |                                      |
| Volley-ball                          | Beach-volley         |        |                                      |                                      |                                      | C                                    | C                                    | C                                    | C                                    | C                                    | C                                    | C                                    | C                                    | C                                    | C                                    | C                                    | C                                    | C                                    | 1                                    | 1                                    |                                      |
| Volley-ball                          | en salle             |        |                                      |                                      |                                      | C                                    | C                                    | C                                    | C                                    | C                                    | C                                    | C                                    | C                                    | C                                    | C                                    | C                                    | C                                    | C                                    | C                                    | 1                                    | 1                                    |
|                                      |                      |        | 21                                   | 22                                   | 23                                   | 24                                   | 25                                   | 26                                   | 27                                   | 28                                   | 29                                   | 30                                   | 31                                   | 1                                    | 2                                    | 3                                    | 4                                    | 5                                    | 6                                    | 7                                    | 8                                    |
| Jour de compétition (juillet / août) |                      |        |                                      |                                      |                                      |                                      |                                      |                                      |                                      |                                      |                                      |                                      |                                      |                                      |                                      |                                      |                                      |                                      |                                      |                                      |                                      |

### Scandales: démissions et limogeages
En février 2021, Yoshiro Mori, président de Tokyo 2020 et ancien Premier ministre du Japon, quitte ses fonctions pour des propos sexistes précédemment tenus.
Le mois suivant, Hiroshi Sasaki, responsable artistique des cérémonies d’ouverture et de clôture des J. O., doit démissionner pour avoir suggéré de déguiser en porc Naomi Watanabe, une comédienne et vedette japonaise des réseaux sociaux aux rondeurs assumées,,.
En juillet de la même année, l'un des compositeurs de la musique de la cérémonie d'ouverture, Keigo Oyamada (connu dans les réseaux sociaux sous le pseudonyme de « Cornelius »), démissionne également après la critique croissante de s'être vanté d'avoir cruellement harcelé et intimidé ses camarades handicapés durant sa scolarité, dans les années 1990,, - bien qu'il ait eu pour son maintien en poste le soutien total du comité d'organisation des Jeux olympiques et paralympiques, et du directeur général du comité d'organisation.
Le 21 du même mois, Kentarō Kobayashi, directeur des cérémonies d'ouverture et de clôture des Jeux olympiques et paralympiques, est renvoyé par le Comité olympique pour avoir utilisé le thème de la Shoah dans un ancien spectacle en stand-up de 1998, et fait des « plaisanteries malveillantes et antisémites », notamment « Jouons au jeu de la Shoah »,,,.
En réponse à cette situation, le comédien Naoto Takenaka déclare qu'il n'assistera pas à la cérémonie d'ouverture, citant sa blague passée sur les personnes handicapées. En entendant cela, d'autres comédiens ont peur d'être mis à l'index par leurs blagues ou remarques passées. Au niveau national, une partie du public perçoit ces expositions de manière négative, comme conduisant à l'autocensure, ou kotobagari,.

## Participants
Compte tenu de la pandémie de Covid-19, la participation des différents sportifs est soumise au protocole sanitaire qui pourra être mis en place et pourra évoluer au fur et à mesure du temps.

### Nations participantes
En 2019, la Russie est exclue des Jeux olympiques 2020 par l'agence mondiale antidopage pour cause de dopage organisé. Comme pour les Jeux olympiques d'hiver de 2018, des athlètes et des équipes russes peuvent participer sous une bannière neutre « ROC » (pour Russian Olympic Committee) aux Jeux olympiques.
Le 22 mars 2020, le Canada a annoncé qu'il ne participera pas aux Jeux olympiques de 2020, à la suite de la pandémie liée à la COVID-19, si les Jeux ne sont pas reportés d'un an. À la suite de la vague d'épidémie mondiale et l’annonce du report des Jeux en 2021, les différents comités olympiques suspendent leur annonce de participation.
En avril 2021, le comité olympique nord-coréen renonce aux Jeux olympiques pour vouloir « protéger les athlètes de la crise sanitaire mondiale causée par le Covid-19 ». Malgré des échanges avec le CIO pour que le pays revienne sur sa décision, le comité exécutif a réattribué le 8 juin 2021 les quotas d'athlètes de la Corée du Nord.
Le 21 juillet 2021, la Guinée renonce aux Jeux olympiques en raison de la recrudescence de variants de la Covid-19. Le gouvernement, par le biais du ministre des Sports, Sanoussy Bantama Sow, évoque, dans une lettre adressée au comité olympique guinéen, le souci de préserver la santé des athlètes guinéens. Il indique avoir décidé avec regret l'annulation de la participation de son pays aux Jeux de Tokyo. Le 22 juillet, à la suite d'une rencontre entre le comité olympique guinéen, le ministère des sports et l'ambassade de Guinée au Japon, la participation de la Guinée aux Jeux olympiques est finalement confirmée,.
| Afrique | Amériques | Asie | Europe | Océanie |
| --- | --- | --- | --- | --- |
| - Afrique du Sud (176) - Algérie (44) - Angola (20) - Bénin (7) - Botswana (13) - Burkina Faso (7) - Burundi (6) - Cameroun (12) - Cap-Vert (6) - Côte d'Ivoire (27) - Djibouti (4) - Égypte (133) - Érythrée (13) - Eswatini (4) - Éthiopie (38) - Gabon (5) - Gambie (4) - Ghana (14) - Guinée (5) - Guinée-Bissau (4) - Guinée équatoriale (3) - Kenya (85) - Lesotho (2) - Liberia (3) - Libye (4) - Madagascar (6) - Malawi (5) - Mali (4) - Maroc (50) - Maurice (8) - Mauritanie (2) - Mozambique (10) - Namibie (11) - Niger (7) - Nigeria (60) - Ouganda (25) - République centrafricaine (2) - République démocratique du Congo (7) - République du Congo (3) - Rwanda (6) - Sao Tomé-et-Principe (3) - Sénégal (9) - Seychelles (5) - Sierra Leone (4) - Somalie (2) - Soudan (5) - Soudan du Sud (2) - Tanzanie (3) - Tchad (3) - Togo (4) - Tunisie (62) - Union des Comores (3) - Zambie (26) - Zimbabwe (5) | - Antigua-et-Barbuda (6) - Argentine (174) - Aruba (3) - Bahamas (16) - Barbade (8) - Belize (3) - Bermudes (2) - Bolivie (4) - Brésil (301) - Canada (371) - Chili (54) - Colombie (69) - Costa Rica (12) - Cuba (69) - Dominique (2) - Équateur (47) - États-Unis (620) - Grenade (6) - Guatemala (23) - Guyana (7) - Haïti (6) - Honduras (23) - Îles Caïmans (5) - Îles Vierges britanniques (3) - Îles Vierges des États-Unis (4) - Jamaïque (58) - Mexique (159) - Nicaragua (8) - Panama (10) - Paraguay (8) - Pérou (34) - Porto Rico (37) - République dominicaine (64) - Saint-Christophe-et-Niévès (2) - Sainte-Lucie (5) - Saint-Vincent-et-les-Grenadines (3) - Salvador (5) - Suriname (3) - Trinité-et-Tobago (30) - Uruguay (11) - Venezuela (44) | - Afghanistan (5) - Arabie saoudite (29) - Bahreïn (31) - Bangladesh (6) - Bhoutan (4) - Birmanie (3) - Brunei (2) - Cambodge (3) - Chine (405) - Corée du Sud (227) - Émirats arabes unis (5) - Hong Kong (41) - Inde (119) - Indonésie (28) - Irak (4) - Iran (66) - Israël (88) - Japon (590) - Jordanie (14) - Kazakhstan (94) - Kirghizistan (17) - Koweït (10) - Laos (4) - Liban (6) - Malaisie (30) - Maldives (4) - Mongolie (43) - Népal (5) - Oman (5) - Ouzbékistan (67) - Palestine (5) - Pakistan (10) - Philippines (19) - Qatar (16) - Singapour (23) - Sri Lanka (9) - Syrie (6) - Tadjikistan (11) - Taipei chinois (66) - Thaïlande (42) - Timor oriental (3) - Turkménistan (9) - Viêt Nam (18) - Yémen (5) | - Albanie (9) - Allemagne (402) - Andorre (2) - Arménie (17) - Autriche (75) - Azerbaïdjan (44) - Belgique (123) - Biélorussie (109) - Bosnie-Herzégovine (7) - Bulgarie (42) - Chypre (15) - Croatie (59) - Danemark (105) - Estonie (32) - Espagne (321) - Finlande (48) - France (380) - Géorgie (35) - Grande-Bretagne (376) - Grèce (81) - Hongrie (169) - Irlande (117) - Islande (4) - Italie (371) - Kosovo (11) - Lettonie (33) - Liechtenstein (5) - Lituanie (37) - Luxembourg (12) - Macédoine du Nord (8) - Malte (6) - Moldavie (19) - Monaco (6) - Monténégro (34) - Norvège (92) - Pays-Bas (278) - Pologne (210) - Portugal (92) - ROC (336) - Roumanie (100) - Saint-Marin (5) - Serbie (87) - Slovaquie (41) - Slovénie (53) - Suède (128) - Suisse (113) - Tchéquie (115) - Turquie (108) - Ukraine (156) | - Australie (471) - Fidji (30) - Guam (5) - Îles Cook (6) - Kiribati (3) - Marshall (2) - Micronésie (3) - Nauru (2) - Nouvelle-Zélande (211) - Palaos (3) - Papouasie-Nouvelle-Guinée (8) - Salomon (3) - Samoa (8) - Samoa américaines (6) - Tonga (6) - Tuvalu (2) - Vanuatu (3) |
| 54 pays | 41 pays | 44 pays | 49 pays | 17 pays |
| - Équipe olympique des réfugiés (29) | | | | |

Les délégations les plus nombreuses sont : 
1. États-Unis : 620 sportifs dans 44 disciplines ;
2. Japon : 590 sportifs dans 46 disciplines ;
3. Australie : 471 sportifs dans 41 disciplines ;
4. Chine : 405 sportifs dans 41 disciplines ;
5. France : 403 sportifs dans 41 disciplines ;
6. Allemagne : 402 sportifs dans 37 disciplines ;
7. Grande-Bretagne : 376 sportifs dans 35 disciplines ;
8. Canada : 371 sportifs dans 40 disciplines.

### Principaux sportifs ayant déclaré forfait ou suspendus
- Christian Coleman, sprinteur américain, est suspendu deux ans en octobre 2020[86].
- Siraba Dembélé, capitaine de l'équipe de France de handball, est blessée en avril 2021[87].
- Le triple-sauteur cubain Jordan Diaz, en ayant quitté ses coéquipiers en marge d'un meeting en Europe, a été exclu de la sélection olympique nationale[88].
- Rafael Nadal (no 3 mondial), Dominic Thiem (no 5 mondial) et Roger Federer (no 9 mondial) ont annoncé leur forfait pour le tournoi olympique de tennis[89],[90].
- Julian Alaphilippe, cycliste français et champion du monde en titre dans sa discipline a décidé de déclarer forfait en avril 2021 pour des raisons de paternité[91]

Le report d'un an des Jeux put permettre à des athlètes qui auraient été suspendus en 2020 de pouvoir potentiellement participer aux Jeux une année après.
Plusieurs sportifs ont dû déclarer forfait, parce qu'ils ont été testés positif au Covid-19 pendant la compétition ou tout juste avant :
- Amber Hill[95] (skeet)
- Sam Kendricks[96] (saut à la perche)
- Cori Gauff[97] (tennis)
- Bryson DeChambeau[98] (golf)
- Jon Rahm[99] (golf)
- Bradley Beal[100] (basket)
- Candy Jacobs (en)[101] (skateboard)
- Simon Geschke [102] (cyclisme sur route)

### Incident avec Krystsina Tsimanouskaya
Après le début des Jeux olympiques, les autorités sportives nationales de Biélorussie ont forcé la sprinteuse Krystsina Tsimanouskaya à participer au relais 4 × 400 m en plus des épreuves prévues. Tsimanouskaya a affirmé que cette décision avait été prise sans son consentement et a critiqué les autorités sportives nationales,. Le 1er août 2021, elle dit avoir été emmenée de force à l'aéroport de Haneda par son Comité national olympique. Elle a refusé de prendre un vol pour retourner en Biélorussie et avait l'intention de demander l'asile en Autriche. Mais finalement son choix de terre d’accueil fut la Pologne qui lui proposait un visa humanitaire.
À la suite de cet incident, deux entraîneurs biélorusses sont expulsés des Jeux.

## Sites
Les sites seront principalement répartis en deux zones : la « zone Héritage », qui doit son nom au fait que plusieurs sites ont déjà servi pour les Olympiades de 1964, et la « zone de la baie de Tokyo ».
| Lieu            | Usage             | Statut   |
| --------------- | ----------------- | -------- |
| Hôtel impérial  | Membres du CIO    | Existant |
| Harumi Futo     | Village olympique |          |
| Tokyo Big Sight | Centre des médias | Existant |

### Zone héritage
Sept sites sont situés dans le quartier central des affaires de Tokyo, au nord-ouest du village olympique. Plusieurs de ces sites ont également été utilisés pour les Jeux olympiques d'été de 1964.
| Nouveau stade olympique national Gymnase olympique de Yoyogi Tokyo Metropolitan Gymnasium Nippon Budōkan Tokyo International Forum Jardins du Kōkyo Kokugikan Arena |

| Liste                            | Événements                           | Capacité | Statut               |
| -------------------------------- | ------------------------------------ | -------- | -------------------- |
| Nouveau stade olympique national | Cérémonies d'ouverture et de clôture | 68 000   | Nouveau              |
| Nouveau stade olympique national | Athlétisme                           | 68 000   | Nouveau              |
| Nouveau stade olympique national | Football (finale femmes)             | 68 000   | Nouveau              |
| Gymnase olympique de Yoyogi      | Handball                             | 13 000   | Existant             |
| Tokyo Metropolitan Gymnasium     | Tennis de table                      | 10 000   | Existant             |
| Nippon Budōkan                   | Judo                                 | 14 000   | Existant             |
| Nippon Budōkan                   | Karaté                               | 14 000   | Existant             |
| Tokyo International Forum        | Haltérophilie                        | 5 000    | Existant             |
| Jardins du Kōkyo                 |                                      | 5 000    | Tribunes provisoires |
| Kokugikan Arena                  | Boxe                                 | 11 000   | Existant             |

### Zone de la baie de Tokyo
Vingt sites sont situés à proximité de la baie de Tokyo, au sud-est du village olympique, principalement sur Ariake, Odaiba et les îles artificielles environnantes.
| Lieu                                        | Événements                                         | Capacité                                                                                         | Statut               |
| ------------------------------------------- | -------------------------------------------------- | ------------------------------------------------------------------------------------------------ | -------------------- |
| Parc de Kasai Rinkai                        | Canoë-kayak (slalom)                               | 7 500                                                                                            | Nouveau              |
| Oi Seaside Park                             | Hockey sur gazon                                   | 15 000                                                                                           | Nouveau              |
| Centre aquatique olympique                  | Aquatique (natation, plongée et nage synchronisée) | 18 000                                                                                           | Nouveau              |
| Centre international de natation de Tatsumi | Water-polo                                         | 4 700                                                                                            | Existant             |
| Parc de Yumenoshima                         | Tir à l'arc                                        | 5 600                                                                                            | Nouveau              |
| Ariake Arena                                | Volley-ball                                        | 12 000                                                                                           | Nouveau              |
| Parc de sports urbains d'Ariake             | Cyclisme (BMX)                                     | 6 000                                                                                            | Temporaire           |
| Parc de sports urbains d'Ariake             | Skateboard                                         | 7 000                                                                                            | Temporaire           |
| Centre de gymnastique olympique             | Gymnastique (artistique, rythmique et trampoline)  | 12 000                                                                                           | Temporaire           |
| Ariake Tennis Park                          | Tennis                                             | 20 000 court central : 10 000, court 1 : 5 000, court 2 : 3 000 et 8 courts de 250 places chacun | Rénové               |
| Base nautique d'Odaiba                      | Triathlon                                          | 5 500                                                                                            | Tribunes provisoires |
| Base nautique d'Odaiba                      | Aquatique (natation en eau libre)                  | 5 500                                                                                            | Tribunes provisoires |
| Parc Shiokaze                               | Beach-volley                                       | 12 000                                                                                           | Temporaire           |
| Canal et Parc de la Forêt de la Mer         | Équitation (concours complet)                      | 20 000                                                                                           | Temporaire           |
| Canal et Parc de la Forêt de la Mer         | Aviron                                             | 16 000                                                                                           | Tribunes provisoires |
| Canal et Parc de la Forêt de la Mer         | Canoë-kayak (sprint)                               | 13 000                                                                                           | Tribunes provisoires |
| Parc de sports urbains d'Aomi               | Basket-ball à trois                                | 7 000                                                                                            | Temporaire           |
| Parc de sports urbains d'Aomi               | Escalade sportive                                  | 8 400                                                                                            | Temporaire           |

### Autres sites
| Lieu                                         | Événements                             | Capacité |
| -------------------------------------------- | -------------------------------------- | -------- |
| Camp Asaka                                   | Tir                                    | 3 200    |
| Musashino Forest Sports Plaza                | Pentathlon moderne (épreuve d'escrime) | 6 000    |
| Musashino Forest Sports Plaza                | Badminton                              | 6 000    |
| Stade Ajinomoto                              | Football                               | 50 000   |
| Stade Ajinomoto                              | Pentathlon moderne                     | 50 000   |
| Stade Ajinomoto                              | Rugby à VII                            | 50 000   |
| Saitama Super Arena                          | Basket-ball                            | 22 000   |
| Eno-shima, baie de Sagami                    | Voile                                  |          |
| Tsurigasaki Beach Surfing Venue (Ichinomiya) | Surf                                   | 10 000   |
| Makuhari Messe                               | Escrime                                | 6 000    |
| Makuhari Messe                               | Taekwondo                              | 6 000    |
| Makuhari Messe                               | Lutte                                  | 8 000    |
| Baji Koen                                    | Equitation                             | 20 000   |
| Kasumigaseki Country Club                    | Golf                                   | 30 000   |
| Vélodrome d'Izu                              | Cyclisme sur piste                     | 5 000    |
| Japan Cycle Sports Center                    | VTT cross-country                      |          |
| Yokohama Stadium                             | Baseball                               | 30 000   |
| Yokohama Stadium                             | Softball                               | 30 000   |
| Fukushima Azuma Baseball Stadium             | Baseball                               | 14 300   |
| Fukushima Azuma Baseball Stadium             | Softball                               | 14 300   |

### Stades de football

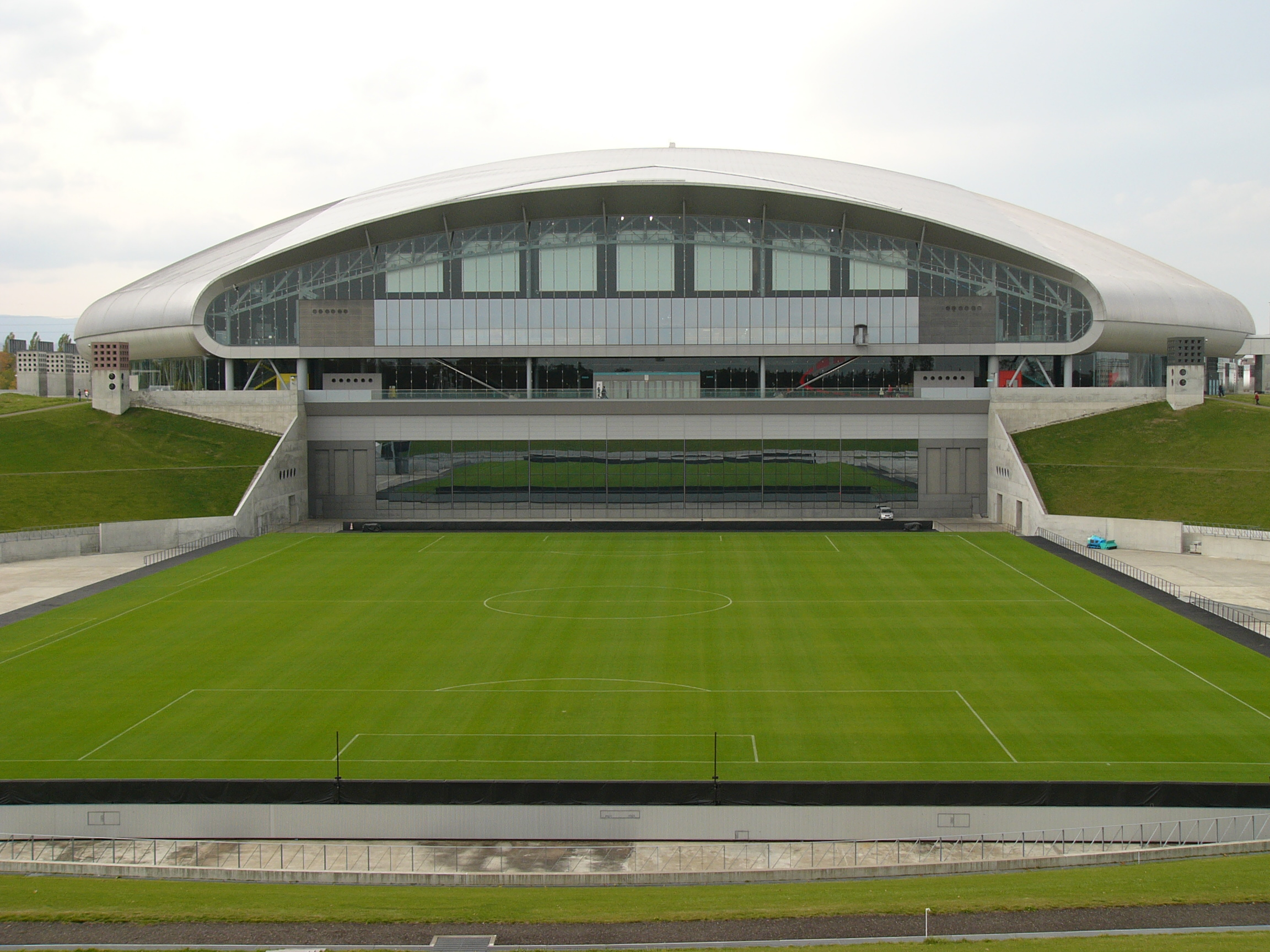
Dôme de Sapporo.

| Stade                            | Ville    | Capacité |
| -------------------------------- | -------- | -------- |
| Stade Nissan                     | Yokohama | 70 000   |
| Stade Saitama                    | Saitama  | 62 000   |
| Stade de Miyagi                  | Sendai   | 48 000   |
| Stade Ajinomoto                  | Tokyo    | 49 000   |
| Stade de Kashima                 | Kashima  | 42 000   |
| Dôme de Sapporo                  | Sapporo  | 42 000   |
| Nouveau stade olympique national | Tokyo    | 60 000   |

### Marathon et marche
Les épreuves du marathon et de marche, initialement programmées à Tokyo, ont été, le 1er novembre 2019, déplacées au parc Ōdōri, à Sapporo, sur l'île d'Hokkaidō, qui a été l'hôte des JO d'hiver de 1972, pour épargner aux athlètes de courir sous la chaleur estivale étouffante de la ville,, malgré l'opposition de la gouverneure de Tokyo, Yuriko Koike.

## Programme des Jeux olympiques d'été de 2020
L'agenda olympique 2020, approuvé fin 2014, permet de mettre fin au quota imposant une limite de 28 sports divisés en 310 épreuves. En fait, les sports ne sont plus limités mais les épreuves sont toujours limitées à 310 et les athlètes à 10 500. Mais le CIO veut l'ajout de sports additionnels.
Un jury choisit les sports après avoir reçu la proposition de 26 fédérations sportives.

### Changements proposés
Le CIO avait par contre décidé de retirer un sport du programme des Jeux olympiques de 2020, la lutte, présente depuis les Jeux antiques. Mais après des protestations, il fut réintégré au programme olympique par le CIO au détriment du squash.
Le 28 septembre 2015, le Comité d'organisation des Jeux Olympiques de Tokyo 2020 propose au CIO dix-huit épreuves supplémentaires dans cinq sports différents : baseball/softball, escalade sportive, karaté, skateboard et surf.

### Nouveaux sports
La commission exécutive du Comité international olympique s'est déclarée favorable à cette proposition le 1er juin 2016,. La décision finale est prise le 3 août 2016 lors de la 129e session du CIO à Rio, comme stipulé par la Charte olympique : les cinq sports sont intégrés au programme à Tokyo. Les 474 athlètes en plus et les 18 épreuves supplémentaires ne comptent pas pour les quotas établis mais ils ne sont pas définitivement inscrits au programme olympique (ils ne sont pas sûrs de figurer aux Jeux olympiques suivants).
Le 17 mars 2017, le CIO annonce que des épreuves de baseball et de softball auront lieu à Fukushima.

### Nouvelles épreuves
Le 9 juin 2017, le CIO dévoile la liste des disciplines au programme des Jeux olympiques de 2020 avec l'arrivée de quinze épreuves supplémentaires. Ainsi, sont ajoutées au programme « des épreuves plus jeunes, plus urbaines, avec davantage de femmes », telles que le basket-ball à trois, le BMX freestyle, les épreuves mixtes par équipes en judo, en athlétisme (relais 4 × 400 m mixte), en natation (relais 4 × 100 m 4 nages mixte), ainsi qu'en tir à l'arc, en triathlon (relais), en tennis de table (double mixte) et en voile. Par ailleurs, des épreuves féminines sont ajoutées au détriment d'épreuves masculines, en haltérophilie, en aviron, en canoë-kayak, et en boxe. Le nombre total d'épreuves aux Jeux olympiques de Tokyo sera de 339, contre 306 à Rio en 2016 et 302 à Londres en 2012. Sur une base d'environ 10 500 athlètes, leur nombre est réduit de 285 pour cette édition 2020.

### Liste des sports et épreuves
| Sports/disciplines                                                           | Hommes     | Femmes      | Mixtes | Total       |
| ---------------------------------------------------------------------------- | ---------- | ----------- | ------ | ----------- |
| Athlétisme                                                                   | 24         | 23          | 1      | 48          |
| Aviron                                                                       | 7          | 7           |        | 14          |
| Badminton                                                                    | 2          | 2           | 1      | 5           |
| Baseball                                                                     | 1          | 0           |        | 1           |
| Basket-ball • 5 × 5 • 3 × 3                                                  | 2 1        | 2 1         |        | 4 2         |
| Boxe                                                                         | 8          | 5           |        | 13          |
| Canoë-kayak • Course en ligne • Slalom                                       | 8 6 2      | 8 6 2       |        | 16 12 4     |
| Cyclisme • Cyclisme sur route • Cyclisme sur piste • VTT • BMX               | 11 2 6 1 2 | 11 2 6 1 2  |        | 22 4 12 2 4 |
| Équitation • Saut d'obstacles • Dressage • Concours complet                  |            |             | 6 2    | 6 2         |
| Escalade                                                                     | 1          | 1           |        | 2           |
| Escrime                                                                      | 6          | 6           |        | 12          |
| Football                                                                     | 1          | 1           |        | 2           |
| Golf                                                                         | 1          | 1           |        | 2           |
| Gymnastique • Gymnastique artistique • Gymnastique rythmique • Trampoline    | 9 8 1      | 9 6 2 1     |        | 18 14 2     |
| Haltérophilie                                                                | 7          | 7           |        | 14          |
| Handball                                                                     | 1          | 1           |        | 2           |
| Hockey sur gazon                                                             | 1          | 1           |        | 2           |
| Judo                                                                         | 7          | 7           | 1      | 15          |
| Karaté                                                                       | 4          | 4           |        | 8           |
| Lutte • Libre • Gréco-romaine                                                | 12 6       | 6           |        | 18 12 6     |
| Sports aquatiques • Natation • Plongeon • Natation synchronisée • Water-polo | 23 18 4 1  | 25 18 4 2 1 | 1      | 49 37 8 2   |
| Pentathlon moderne                                                           | 1          | 1           |        | 2           |
| Rugby à sept                                                                 | 1          | 1           |        | 2           |
| Skateboard                                                                   | 2          | 2           |        | 4           |
| Softball                                                                     | 0          | 1           |        | 1           |
| Surf                                                                         | 1          | 1           |        | 2           |
| Taekwondo                                                                    | 4          | 4           |        | 8           |
| Tennis                                                                       | 2          | 2           | 1      | 5           |
| Tennis de table                                                              | 2          | 2           | 1      | 5           |
| Tir • Carabine • Pistolet • Tir aux plateaux                                 | 6 2        | 6 2         | 3 1    | 15 5        |
| Tir à l'arc                                                                  | 2          | 2           | 1      | 5           |
| Triathlon                                                                    | 1          | 1           | 1      | 3           |
| Voile                                                                        | 5          | 4           | 1      | 10          |
| Volley-ball • En salle • Beach-volley                                        | 2 1        | 2 1         |        | 4 2         |
| Total                                                                        | 165        | 156         | 18     | 339         |

Les JO de Tokyo permettent de développer la mixité homme-femme grâce aux 18 épreuves mixtes deux fois plus nombreuses que les neuf épreuves de 2016 et d'atteindre un taux de 48,6 % de participantes jamais atteint précédemment.

## Tableau des médailles
Le tableau suivant présente les quinze premières nations au classement des médailles de leurs athlètes :
- Pays organisateur (Japon)

| Rang | Nation           | Or | Argent | Bronze | Total |
| ---- | ---------------- | -- | ------ | ------ | ----- |
| 1    | États-Unis       | 39 | 41     | 33     | 113   |
| 2    | Chine            | 38 | 32     | 19     | 89    |
| 3    | Japon            | 27 | 14     | 17     | 58    |
| 4    | Grande-Bretagne  | 22 | 20     | 22     | 64    |
| 5    | ROC              | 20 | 28     | 23     | 71    |
| 6    | Australie        | 17 | 7      | 22     | 46    |
| 7    | Pays-Bas         | 10 | 12     | 14     | 36    |
| 8    | France           | 10 | 12     | 11     | 33    |
| 9    | Allemagne        | 10 | 11     | 16     | 37    |
| 10   | Italie           | 10 | 10     | 20     | 40    |
| 11   | Canada           | 7  | 7      | 10     | 24    |
| 12   | Brésil           | 7  | 6      | 8      | 21    |
| 13   | Nouvelle-Zélande | 7  | 6      | 7      | 20    |
| 14   | Cuba             | 7  | 3      | 5      | 15    |
| 15   | Hongrie          | 6  | 7      | 7      | 20    |

Le Burkina Faso, Saint-Marin et le Turkménistan remportent durant ces Jeux leurs premières médailles lors d'une Olympiade.

## Droits télévisés
Avant les sponsors et en l’absence de spectateurs, les droits de diffusion deviennent la source principale de revenus des JO.
Le CIO lancera la chaîne olympique pour les Jeux.
Le 6 janvier 2011, le CIO a annoncé qu'il envisageait de constituer les droits télévisés aux États-Unis en un lot unique de quatre éditions des Jeux olympiques au lieu de deux : les Jeux d'été de 2016 et de 2020 et les Jeux d'hiver de 2014 et de 2018. Le chef négociateur du CIO Richard Carrion a déclaré à l'Associated Press que les enchères pour les droits se tiendraient entre NBC, ESPN, Fox et peut-être une association CBS/Turner. « Nous comprenons qu'il s'agit d'une décision importante pour chacune de ces chaînes, a dit le membre du CIO pour Porto Rico. Ils auront mon soutien s'ils sont prêts à s'engager pour quatre Jeux, et s'associer avec nous jusqu'en 2020. »
Le président du CIO Jacques Rogge dirige la Commission des droits télévisés exclusifs et des nouveaux médias, mais l'organisation des enchères incombe à Carrion, qui rencontre régulièrement les chaînes pour maintenir leur intérêt pour la diffusion de Sotchi 2014 et Rio 2016. En groupant quatre éditions des Jeux, Carrion a deux autres éditions des Jeux, mais les Jeux de 2018 ont lieu en Corée et la ville hôte des Jeux de 2020 sera élue en 2013. Le CIO a essayé de retarder le processus le plus possible après la récession pour obtenir une meilleure enchère. Les droits télévisés américains sont la plus grande source de revenus du CIO.
Finalement, le 7 juin 2011, le CIO a accordé les droits télévisés pour quatre éditions des Jeux à NBC dans un marché de plus de quatre milliards de dollars.
Pour le Japon, le CIO attribue, le 19 juin 2014, les droits de retransmission et de diffusion des Jeux à son partenaire de diffusion Japan Consortium, composé de la NHK, le groupe public audiovisuel japonais, et la NAB, association japonaise des diffuseurs commerciaux. La NHK annonce  utiliser, entre autres, et pour certaines épreuves, le système -dont elle est à l’origine- de très haute-définition SHV (Super Hi-Vision) ou encore Télévision à ultra-haute définition version 8K, record mondial, à ce jour, de résolution.
Ces droits sont étendus au-delà de la durée même des Jeux de Tokyo, pour d’éventuelles rediffusions ultérieures.
En France, Canal+ annonce en octobre 2019 avoir cédé ses droits à Eurosport, qui détient déjà les créneaux payants des JO d'hiver de 2022 et les JO d'été de 2024,.
Ci-dessous la liste des diffuseurs sélectionnés :
- Algérie : ENTV ;
- Allemagne : Eurosport (Discovery, Inc.) et ARD/ZDF[129] ;
- Canada :
  - en français : ICI Radio-Canada Télé et Réseau des sports ;
  - en anglais : Canadian Broadcasting Corporation et The Sports Network[130] ;
- Corée du Sud : SBS[131] ;
- Europe (sauf la Russie) : Eurosport[132] ;
- États-Unis : NBC[133] ;
- France : France Télévisions[131] / Eurosport[127] ;
- Italie : Rai / DAZN Italia / Eurosport[132] ;
- Japon : Japan consortium : NHK (groupe public audiovisuel national) et NAB (association des diffuseurs commerciaux japonais)[126] ;
- Pakistan : Télé Pakistan
- Portugal : RTP et Eurosport[132] ;
- Suisse : SRG SSR[134] et Eurosport[132].

## Bilan

### Bilan financier
À la fin de l’année 2022, le coût de ces Jeux olympiques est évalué à 13 milliards d’euros, en faisant les Jeux les plus chers de l’histoire. Le comité organisateur ramène le coût réel à 10 milliards du fait de la dévaluation de 30 % du cours du yen en une année.
Cinq des six infrastructures sportives construites pour l’événement affichent un déficit annuel d’exploitation de près de 7 millions d’euros.

### Sponsors et corruption
Haruyuki Takahashi, membre du Comité d'organisation des Jeux olympiques de Tokyo, est arrêté à plusieurs reprises en 2022 au Japon, pour des soupçons de corruption. Il aurait reçu l'équivalent d'1,3 million d'euros de pots-de-vin de la part de plusieurs sponsors et partenaires, dont 320 000 euros de la part d'Aoki Holdings, une chaîne japonaise de magasins de costumes d'affaires, et 368 000 euros de la part d'Asatsu-DK, une importante agence publicitaire, et d'un fabricant de produits sous licence,. Il a été condamné en avril 2023 à 30 mois de prison avec sursis après avoir plaidé coupable des faits qui lui étaient reprochés.
Yasuo Mori, qui était directeur adjoint du Comité d’organisation des Jeux olympiques, est arrêté en février 2023 pour appels d’offres truqués. Trois autres personnes employées respectivement par le géant publicitaire japonais Dentsu, une compagnie de production télévisuelle et une entreprise d’événementiel sont également arrêtées. Les quatre hommes sont accusés d’avoir truqué une série d’appels d’offres représentant un montant total de 40 milliards de yens (285 millions d’euros) pour l’organisation d’événements liés au JO. Outre Dentsu, qui avait obtenu l’exclusivité des droits de marketing pour ces Jeux, deux autres agences publicitaires, Hakuhodo et Tokyu, sont poursuivies.
Des soupçons de corruption concernent par ailleurs les conditions d’attribution de Tokyo-2020. Le président du Comité olympique japonais Tsunekazu Takeda a été mis en examen par la justice française.

### Conditions de travail
Le 9 août 2019, trois ouvriers travaillant sur des chantiers liés à l'organisation des Jeux olympiques sont morts, dont l'un par suicide en raison de longues heures de travail devenues insupportables.